# Shirani Bandaranayake
Upatissa Atapattu Bandaranayake Wasala Mudiyanse Ralahamilage Shirani Anshumala Bandaranayake (Kurunegala, abril de 1958), conocida como Shirani Bandaranayake, es una abogada, política y profesora esrilanquesa. Fue presidenta del Tribunal Supremo de Sri Lanka.

## Carrera
Aunque es abogada calificada, nunca ha ejercido la abogacía. Después de la universidad, Bandaranayake entró a la academia, teniendo una serie de altos cargos en la Universidad de Colombo, como profesora asociada de Derecho y decana de la Facultad de Derecho.
Fue nombrada por primera vez como miembro del Tribunal Supremo de Sri Lanka en 1996, convirtiéndose en la primera mujer de Sri Lanka en asumir como jueza del Tribunal Supremo. Bandaranayake fue nombrada presidenta del Tribunal Supremo por el presidente Mahinda Rajapaksa, el 17 de mayo de 2011, tras la jubilación obligatoria de Asoka de Silva.
Bandaranayake fue sometida a un juicio político ante el Parlamento y luego destituida de su cargo por el presidente Rajapaksa, en enero de 2013.